# Саманюк Юрій Юрійович
Юрій Юрійович Саманюк (позивний «Тринадцятий»; 10 квітня 1987 — 25 червня 2023, Запорізька область) — український громадський активіст, фріфайтер, музикант, військовослужбовець. Учасник російсько-української війни, воював у лавах різних частин: УДА, 93 ОМБр «Холодний Яр», 78 ДШП «Герць».

## Життєпис
Захоплювався фріфайтом, рукопаш гопаком, спортивним туризмом, а також грав на народних музичних інструментах (зокрема на сопілці та дримбі).
У 2010 році зіграв головну роль у кліпі Тартак — Дж…Ангел
Керівник Івано-Франківського обласного осередку ВГО «Всеукраїнська федерація фрі-файту, контактних єдиноборств та змішаних бойових мистецтв» та обласної організації партії «Пряма дія».
Під час повномасштабного російського вторгнення в Україну служив у складі Української добровольчої армії та 93-ї окремої механізованої бригади «Холодний Яр». Брав участь у боях за Київщину, Харківщину і Бахмут. Незадовго до смерті перевівся із 93-ї окремої механізованої бригади ЗСУ «Холодний Яр» у 78-й полк спеціального призначення «Герць». Загинув 25 червня 2023 року на Запоріжжі внаслідок артилерійського обстрілу .
Залишилася дружина та двоє дітей.

## Нагороди
- орден «За мужність» III ступеня (28 грудня 2022) — за особисту мужність і самовідданість, виявлені у захисті державного суверенітету та територіальної цілісності України, вірність військовій присязі[5].
- орден Богдана Хмельницького ІІІ ступеня [6]